# Leblon
Leblon er en bydel i Rio de Janeiro, og samtidig navnet på en berømt strand beliggende i selvsamme bydel. Bydelen og stranden ligger i vestlig forlængelse af Ipanema.
22°59′00″S 43°13′19″V / 22.9833°S 43.2219°V